# Артюшков, Евгений Викторович
Евгений Викторович Артюшков (род. 26 декабря 1937 года в Москве) — советский и российский учёный, геолог, геофизик, лауреат премии имени О. Ю. Шмидта (1984).

## Биография
Родился 26 декабря 1937 года в Москве в семье инженера Виктора Георгиевича Артюшкова. Дед Е. В. Артюшкова, Георгий Петрович Артюшков, в 1897 году окончил Петербургский технологический институт и был директором Реутовский мануфакутуры, Дедовской хлопчато-бумажной мануфактуры (1913—1918), Яхромской прядильной фабрики (с 1927), техническим руководителем прядильных фабрик и инженером на предприятиях текстильной промышленности Москвы.
В 1961 году — окончил физический факультет МГУ, после чего работал в Институте Атомной Энергии имени И. В. Курчатова.
В 1967 году — защитил кандидатскую диссертацию по физике плазмы.
В 1969 году — защитил докторскую диссертацию по физике твёрдой Земли и перешёл на работу в Институт физики Земли имени О. Ю. Шмидта АН СССР, в настоящее время — главный научный сотрудник ОИФЗ РАН.
В 1991 году — был избран членом-корреспондентом РАН.
В 2016 году — избран академиком РАН.

## Научная деятельность
Один из крупнейших учёных в области геофизики, геологии и геодинамики.
Выявил ряд важных закономерностей и физических механизмов тектонических движений земной коры на основе синтеза геологических и геофизических данных. Основное внимание при этом уделяется физическим аспектам дрейфа литосферных плит, образования осадочных бассейнов, высоких плато и горно-складчатых поясов.
Предложил новый вид конвекции в мантии — «химическая конвекция», которая обусловлена дифференциацией по плотности нижней мантии вблизи границы с ядром и сопровождающуюся подъёмом в астеносферу плюмов из слоя D". Это позволило объяснить длительное существование на поверхности Земли горячих точек, стабильных по отношению к нижней мантии.
Автор более 170 научных работ.

### Участие в научных организациях
- один из главных организаторов Межсоюзной комиссии по литосфере и член её бюро
- член бюро Международного геодинамического проекта
- заместитель председателя Национального комитета по программе Литосфера
- конвинер ряда международных симпозиумов

## Награды
- Государственная премия Российской Федерации (1997) — за монографию «Физическая тектоника»
- Премия имени О. Ю. Шмидта (1984) — за монографию «Геодинамика»
- Благодарность Президента Российской Федерации (5 февраля 2024 года) — за заслуги в развитии отечественной науки, многолетнюю плодотворную деятельность и в связи с 300-летием со дня основания Российской академии наук[3]